# 평촌대로
평촌대로(坪村大路)는 대한민국 경기도 안양시 동안구 호계동 덕고개4거리에서 비산동 관악산 산림욕장입구를 잇는 안양시의 간선 도로다.

## 경유지
- 덕고개4거리(국도 제47호선 흥안대로, 모락로) - 자유공원4거리(100호선 수도권제1순환고속도로 평촌 나들목, 신기대로) - 학원가4거리 - 평촌중앙공원 - 안양시청(시민대로) - 운동장4거리(관악대로) - 안양종합운동장 - 비산동 종점

## 같이 보기
- 관악대로
- 모락로
- 시민대로
- 흥안대로
- 신기대로